# Alastyn
L'Alastyn è una creatura del folklore e delle leggende gaeliche.
È un cavallo d'acqua dell'Isola di Man, che può trasformarsi in un uomo, eccetto le orecchie che restano immutate.
Inganna gli umani facendosi montare per portarli in acqua e lì divorarli. Per alcune sue caratteristiche è accostabile agli scozzesi Kelpie e Each Uisge.